# Kingsland (festival)
Kingsland is het grootste betaalde muziekfestival op Koningsdag in Nederland. Het festival is bedacht om de verjaardag van koning Willem-Alexander te vieren. Het festival begon op één plek en werd door de jaren heen uitgebreid op verschillende locaties waarbij de artiesten en dj's over de hele dag roulerend optraden.

## Geschiedenis
In 2013 werd de laatste Koninginnedag gevierd in verband met het aftreden van de toenmalige koningin Beatrix der Nederlanden. Om de inhuldiging van de aanstaande koning (Willem-Alexander) te vieren werd Kingsland Festival voor het eerst georganiseerd in Amsterdam. Vanaf 2014 zou Koninginnedag verplaatst worden van 30 april naar 27 april en zou die dag verdergaan als Koningsdag.
Het festival was in Amsterdam al vanaf de eerste editie een groot succes met ruim 25.000 bezoekers. Ook steeds meer bezoekers van buiten Amsterdam kwamen naar de stad toe om op Kingsland Koningsdag te vieren. Hierom besloot de organisatie tijdens de derde editie een tweede locatie te lanceren in 's-Hertogenbosch. De artiesten en dj's zouden dan roulerend op beide locaties optreden. Vanwege het grote succes van deze uitbreiding, kwamen er in de loop der jaren steeds meer steden bij Groningen (sinds 2016), Oldenzaal (onder de noemer Twente; sinds 2017) en Maastricht (eenmalig in 2017). In 2019 werd hier nog Rotterdam aan toegevoegd.

## Edities
| Nr. | Datum         | Bezoekersaantal | locatie(s)                                                                    |
| --- | ------------- | --------------- | ----------------------------------------------------------------------------- |
| 1   | 30 april 2013 | 25.000          | Amsterdam                                                                     |
| 2   | 26 april 2014 | 35.000          | Amsterdam                                                                     |
| 3   | 27 april 2015 | 50.000          | Amsterdam, 's-Hertogenbosch                                                   |
| 4   | 27 april 2016 | 80.000          | Amsterdam, 's-Hertogenbosch, Groningen                                        |
| 5   | 27 april 2017 | 110.000         | Amsterdam, 's-Hertogenbosch, Groningen, Oldenzaal, Maastricht                 |
| 6   | 27 april 2018 | 105.000         | Amsterdam, 's-Hertogenbosch, Groningen, Oldenzaal                             |
| 7   | 27 april 2019 | 120.000         | Amsterdam, 's-Hertogenbosch, Groningen, Oldenzaal, Rotterdam                  |
| 8   | 27 april 2020 | 0               | Amsterdam, Groningen, Rotterdam, Tilburg Niet doorgegaan door het coronavirus |
| 9   | 27 april 2021 | 0               | Niet doorgegaan door het coronavirus                                          |
| 10  | 27 april 2022 |                 | Amsterdam, Groningen en Rotterdam                                             |